# Silvio Gesell
Silvio Gesell (Sankt Vith, 17 marzo 1862 – Oranienburg, 11 marzo 1930) è stato un mercante, economista e anarchico tedesco, fondatore della Freiwirtschaft.

## Biografia
La madre di Silvio Gesell era Jeanette Talbot, vallona, mentre suo padre Ernesto, prussiano, originario di Aachen (Aquisgrana), era un agente delle tasse. Silvio era il settimo di nove figli.
Dopo aver frequentato la Bürgerschule di Sankt Vith, una scuola elementare e media statale per figli di famiglie a basso reddito, si iscrisse a un liceo privato a Malmedy. Sebbene i genitori intendessero mandarlo all'università, la grave malattia del padre lo costrinse ad abbandonare gli studi. Trovò quindi lavoro come impiegato postale dell'Impero Germanico.
Sentendosi frustrato per tale modesto incarico, decise di dedicarsi al commercio presso la ditta del fratello, che vendeva prodotti odontoiatrici a Berlino. All'età di vent'anni ne divenne rappresentante a Malaga, in Spagna, ma dovette rientrare a Berlino per il servizio militare. Completata la leva, lavorò come commerciante a Braunschweig, dove si sposò con Anna Böttger, e ad Amburgo per poi essere inviato nel 1887 come rappresentante in Argentina, dove aprì una succursale della ditta del fratello.
La Grande depressione argentina, che danneggiò notevolmente la sua attività commerciale, lo spinse a riflettere su alcuni problemi strutturali legati al sistema monetario. Nel 1891 pubblicò in tedesco il suo primo lavoro su quel tema: Una riforma sostanziale del denaro come passaggio allo Stato sociale. In seguito scrisse Nervus Rerum (La sostanza delle cose) e La rinazionalizzazione del denaro, opera contro la cessione a privati del reddito da signoraggio derivante dal diritto di battere moneta, tema che rimarrà presente in tutte le sue ulteriori opere. Nel 1892, ceduta la sua attività argentina al fratello, tornò in Europa.
Dopo una permanenza in Germania, dove era considerato un sovversivo e un sorvegliato speciale, si trasferì a Les Hauts-Geneveys in Svizzera (Cantone di Neuchâtel) e, per sostenersi, acquistò una fattoria pur continuando i suoi studi economici.
Nel 1900 fondò la rivista Geld-und Bodenreform (Denaro e riforma agraria), che non ottenne ampia diffusione e fu chiusa nel 1903 per motivi finanziari. Dal 1907 al 1911 tornò in Argentina, quindi rientrò in Germania e andò a vivere in una comune a Oranienburg, a nord di Berlino, chiamata Obstbausiedlung Eden, fondata da Franz Oppenheimer. Qui fondò la rivista Der Physiokrat (Il Fisiocrate) in collaborazione con Georg Blumenthal, che fu censurata nel 1914, allo scoppio della prima guerra mondiale.
Nel 1915 lasciò nuovamente la Germania per tornare alla sua fattoria svizzera. Sebbene non fosse marxista, nel 1919 Ernst Niekisch e l'anarchico Gustav Landauer lo chiamarono a prendere parte alla Repubblica dei Consigli Bavarese, offrendogli dapprima un posto in una "commissione", ma in seguito quello di "rappresentante del popolo (Ministro) per le Finanze". Gesell scelse come suoi collaboratori il matematico svizzero Theophil Christen e l'economista Ernst Polenske e prontamente redasse una legge per la creazione di Libere corporazioni. Il suo mandato durò però solo 7 giorni perché - similmente a quanto avvenuto a Berlino contro Rosa Luxemburg e Karl Liebknecht - il governo mandò i Corpi Franchi (reparti armati generalmente formati da ex-combattenti, ma in cui non mancavano neanche i delinquenti comuni) a stroncare sanguinosamente la neonata Repubblica, considerandola sovietica. Landauer fu ucciso (come la Luxemburg e Liebknecht), ma Gesell fu solo imprigionato per diversi mesi con l'accusa di alto tradimento, salvo poi essere assolto dal tribunale di Monaco di Baviera. A causa della sua partecipazione alla Repubblica dei Consigli, la Svizzera gli tolse il permesso di soggiorno e non poté più rientrare a Les Hauts-Geneveys.
Così si recò prima a Nuthetal (Potsdam-Mittelmark), poi di nuovo a Oranienburg. Dopo un altro breve soggiorno in Argentina nel 1924, nel 1927 tornò a Oranienburg, dove morì di polmonite l'11 marzo 1930.
Dalla moglie Anna Böttger ebbe 4 figli, tutti cittadini argentini perché nati a Buenos Aires: nel 1888 Ernesto Fridolin; nel 1889 Ana; nel 1891 Carlos Idaho, che contribuì a fondare Villa Gesell (una cittadina marina in Provincia di Buenos Aires, in Argentina); nel 1893 Juanita.
Dalla relazione extraconiugale con Jenny Blumenthal, nata Führer, figlia del suo collaboratore, nacque Hans-Joachim Führer, nato in Germania nel 1915. Ebbe relazioni extraconiugali anche con Wanda Tomys e Grete Siermann. Fautore dell'amore libero, cercò inutilmente di convincere le sue amanti a convivere con lui nella sua fattoria.
Gesell si era arricchito durante la depressione economica argentina, accumulando una discreta fortuna; ricevette anche parecchio sostegno economico da donatori privati, ad esempio Paul Klemm, uno dei romeni più ricchi del suo tempo. Questo gli permise di concentrarsi sui suoi studi economici senza doversi preoccupare delle questioni finanziarie.
Battezzò la propria teoria L'ordine economico naturale (1916), ma poi - nella prefazione all'edizione del 1919 - evidenziò che, non esistendo sistemi economici naturali, quel "naturale" andava inteso come "a misura d'uomo".
Gesell si formò attraverso letture eterogenee, soprattutto Adam Smith, David Ricardo, Pierre-Joseph Proudhon, Charles Darwin, Friedrich Nietzsche, Lloyd George, Flürscheim, Max Stirner (di cui apprezzò molto L'unico e la sua proprietà); dedicò anche molta attenzione alle opere di Karl Marx, che criticava apertamente.
Secondo Gesell, quando Marx parla di plusvalore lo fa superficialmente sottovalutando i risvolti effettivi. Guardandolo sotto un diverso punto di vista lo si può vedere così: il plusvalore accumulato dal capitalista è intrinsecamente finalizzato al caso di necessità, ovvero al caso di investimenti da fare o di danni da riparare. Solo quando ciò non si verifichi (e quindi il capitalista in questione si dimostri un buon amministratore) allora potrà permettersi di attingere al capitale immagazzinato. Dopotutto non potrebbe obiettivamente cedere il plusvalore ai dipendenti confidando in una improbabile restituzione in caso di necessità aziendale. È quindi un fattore irrinunciabile.
In virtù di questa necessità il salario dei dipendenti è mantenuto il più basso possibile dal capitalista, ma l'interpretazione marxista è fuorviante. Marx dà un valore al tempo, cosa che non corrisponde alla realtà. Si dà per scontato che una persona possa lavorare un certo tempo massimo al giorno. Un dipendente non accetterebbe di lavorare sotto una certa cifra giornaliera, corrispondente alla cifra minima per vivere, che quindi esigerà a prescindere dal lavoro da svolgere. A parità di salario minimo giornaliero il capitalista quindi cercherà di mantenere al lavoro il dipendente più tempo possibile. Ecco stabilita un'equivalenza. Quindi il rapporto salario/tempo è scollegato e fittizio, è stabilito solo per convenzione bilaterale.
Assodato ciò, secondo Gesell anche le teorie di Marx sul paragone salari/prezzi risultano sbagliate. Marx definisce come plusvalore la differenza tra salari totali di un'azienda e fatturato (ovvero il totale del valore delle merci vendute). E secondo Marx il concetto di plusvalore è un'aberrazione. Gesell invece dice che nella realtà sono i prezzi delle merci che vengono spontaneamente ad adattarsi ai salari generali. Questo per una semplice legge domanda/offerta che può essere così riassunta: distribuendo il plusvalore, e quindi aumentando i salari, automaticamente aumenterebbero di pari misura i prezzi, annullando di fatto l'aumento salariale ed avviando una spirale inflazionistica. In definitiva, il plusvalore è un adattamento spontaneo e inevitabile del mercato, non un'"aberrazione disonesta" creata dal padrone.
Lasciò numerosi opuscoli, libri, saggi, discorsi, sia in tedesco che in spagnolo, ora raccolti in 18 volumi editi a Lütjenburg dalla Casa editrice per l'Economia Sociale.

## Pensiero
Silvio Gesell fu vegetariano praticante. Si considerava un cittadino del mondo e adorava la Terra, che chiamava familiarmente "la nostra zuppiera", in quanto solo da essa si ottengono tutti i nostri cibi e che pertanto dovrebbe appartenere a tutti gli uomini, indipendentemente dal sesso, dalla classe sociale, dalle condizioni economiche, dalle appartenenze religiose e dall'età.
A partire dal 1848 i socialisti si erano allontanati dai liberali (configurandosi come gruppo di pensiero-politico autonomo) essenzialmente perché, oltre ai diritti naturali (i soli fermamente pretesi dai liberali) s'erano accorti di quanto nocivi fossero, per la classe operaia, i profitti di capitale, e ne pretendevano l'abolizione.
La sopraevidenziata dipendenza dalla terra (in Europa ormai quasi tutta detenuta in proprietà privata) aveva ivi esasperato gli animi, sia per il prelievo, da parte padronale, di larga parte del raccolto (mezzadria), sia per gli affitti agrari: la valvola di sfogo era rappresentata dall'emigrazione verso terre libere, ma all'estero da dove, a causa della scarsa popolazione, i prodotti andavano ritrasportati nel vecchio continente con costi che taglieggiavano il reddito agrario colonico, assottigliandolo come in patria (soprattutto quando non solo la Germania, ma anche l'Inghilterra e l'Italia, per difendersi dall'emigrazione, applicarono dazi contro le importazioni alimentari).
Gesell si occupò di tali tematiche, condividendo la proposta marxista relativa all'eliminazione della proprietà privata della terra, ma contestandone la statalizzazione; Gesell - contrario al kolkhoz ed alla conduzione comunitaria - suggeriva la successiva concessione onerosa a privati (diritto di superficie), in modo da ripristinare completamente la precedente macchina produttiva libertaria, ma con reddito agrario comunizzato e che quindi poteva essere portato o in diminuzione delle tasse o preferibilmente a creazione degli assegni familiari (che allora non esistevano) cioè quello che oggi definiamo "reddito di cittadinanza".
Gesell infatti evidenzia come, filiando, la classe operaia si dia la zappa sui piedi, perché la presenza di quei figli, una volta divenuti adulti ed aumentando l'offerta di lavoro, per la legge della domanda ed offerta, farà contrarre i salari dei padri; invece i profitti di capitale da affitti e da commercio (si pensi alla valorizzazione immobiliare ottenuta, nell'Italia del XXI secolo, attraverso l'immigrazione) vengono ingigantiti dall'aumento numerico, per cui è equo e giusto che siano essi a spesare gli assegni familiari (e non, come attualmente, il costo del lavoro).
Per quanto riguarda i "valori aggiunti" sulla terra (immobili, impianti d'irrigazione e di trasporto, frutteti ecc.) essi sono e restano di proprietà privata fino ad intercorso ammortamento, dopo di che vengono gratuitamente trasferiti al Comune, come "annesso e connesso nonché superfetazione" della terra comunale.
Queste tematiche sono trattate nel 2º libro ("Liberterra") del suo testo principale (The natural economic order). Nel 3º, 4º e 5º libro, non credendo alla possibilità che lo statalismo riesca a costruire un sistema produttivo migliore dell'esistente, credente ma darwinista ed accanito proudhoniano, Gesell economista difende il principio di riappropriazione del pieno valore del proprio lavoro. Tuttavia, considerando insostituibile la divisione del lavoro e poiché ormai molti lavori concorrono alla formazione del valore finale, ritiene che ciò porterebbe ad enormi difficoltà e conflittualità; pertanto ci rinunzia parzialmente e, affermando che il singolo operaio non sarà notevolmente contrariato se di piccola parte del suo lavoro si approprierà un altro lavoratore (purché non un capitalista), si limita a puntare all'eliminazione dei profitti di capitale, ma tenendosi ben stretto libero mercato e pluralismo economico.
Alla resa dei conti egli non vuole niente di diverso da ciò che vuole Marx, solo cerca di ottenerlo percorrendo altre strade. Molteplici sono infatti i profitti di capitale, ma tutti riconducibili alla formula
Profitti (P) = Somma di Denaro (S) x Saggio d'Interesse (I)
Affinché il risultato di una moltiplicazione sia nullo, deve essere nullo uno dei moltiplicatori: Marx sceglie di azzerare la S (Somma detenuta dai privati) optando per lo statalismo, la programmazione economica e la cancellazione del libero mercato, in definitiva il "totalitarismo economico". Gesell invece - sempre per tenersi ben stretto il libero mercato e il pluralismo economico - incomincia a chiedersi se ci sia modo di azzerare il secondo moltiplicatore, la I, cioè il Saggio d'Interesse.
Usufruendo anche delle esperienze proudhoniane e dopo aver notato che l'insolito e imprevisto "potere straordinario" del denaro gli proviene dal fatto di essere praticamente l'unica "merce indeperibile", comincia a pensare ad un Freigeld (denaro libero, ossia una moneta che perde valore col passare del tempo). Effettivamente, finché il denaro non si "squaglia", nulla obbliga il suo possessore a farlo affluire sul mercato finanziario o a comprare (almeno finché non si ritrovi in condizioni di necessità); e ciò rappresenta la spaventosa forza di cui egli usufruisce per procacciarsi il Premio di Liquidità e conseguentemente tutti gli altri profitti di capitale.
Fatta questa diagnosi, individuato il tumore, Gesell procede rapidamente ad asportarlo, anche se Giacomo Matteotti s'accorgerà d'una contrarietà imprevista tal ché - ancorché innamorato di Gesell e delle sue teorie e convinto che esse sole possano apportare un vero socialismo - propende per soprassedere, in attesa della realizzazione di una moneta di tipo on-off (cioè che si squagli in mano ai privati, ma cessi di squagliarsi non appena in mano alle banche).